# Wonseong-dong
Wonseong-dong (koreanska: 원성동) är en stadsdel i staden Cheonan i provinsen Södra Chungcheong, i den centrala delen av landet, 85 km söder om huvudstaden Seoul. Den ligger i stadsdistriktet Dongnam-gu.

## Indelning
Administrativt är Wongseong-dong indelat i:
| Namn    | Namn                | Yta km² | Invånare 31 dec 2020 |
| ------- | ------------------- | ------- | -------------------- |
| 원성1동 | Wonseong 1(il)-dong | 7,30    | 9 033                |
| 원성2동 | Wonseong 2(i)-dong  | 0,84    | 9 675                |